# El Guayabal, Zacualpan
El Guayabal är en ort i Mexiko.   Den ligger i kommunen Zacualpan och delstaten Veracruz, i den sydöstra delen av landet, 140 km nordost om huvudstaden Mexico City. El Guayabal ligger 1 090 meter över havet och antalet invånare är 213.
Terrängen runt El Guayabal är varierad. El Guayabal ligger nere i en dal. Runt El Guayabal är det ganska tätbefolkat, med 56 invånare per kvadratkilometer. Närmaste större samhälle är San Bartolo Tutotepec, 12,8 km öster om El Guayabal. I omgivningarna runt El Guayabal växer i huvudsak blandskog.